# Национална библиотека Мађарске
Национална библиотека Мађарске-Сечењи (мађ. Országos Széchényi Könyvtár (OSZK)); енг. The National Széchényi Library), смештена у Будимском дворцу, је највећа библиотека у Мађарској и једна је од две националне. Поред ње постоји и Универзитетска национална библиотека, смештена у Дебрецину, која фондом од 6 милиона јединица библиотечке грађе опслужује тринаест факултета.

## Историјат
Корени данашње библиотеке, која је званично основана почетком XIX века, сежу од половине XIV века када је краљ Матија Корвин отпочео оснивање дворске библиотеке Корвијане. Он је одвојио две просторије у које је сместио књиге. Његова жена, напуљска принцеза, донела је са собом своју библиотеку. Двор су тада посећивали многе познате и учене личности тог доба од историчара, сликара и сличних уметника. У то време, на Будимском двору су биле оформљене и преписивачке, сликарске и књиговезачке радионице.

Након четири века, гроф Ференц Сечењи, заменик државног судије, жупан, патриота и покровитељ науке и уметности, 1802. оснива Националну библиотеку Мађарске са примарним циљем да сакупи све хунгарике и очува мађарско писано културно наслеђе. Након доношења документа о оснивању Мађарске државне библиотеке Сечењи, њено постојање је регулисано и краљевском потврдом, док је после годину дана постала јавна и отворена за читаоце, а назив јој је скраћен на Државна библиотека Сечењи (Országos Széchényi Könyvtár). Корисници је чешће називају акронимом – ОСК (OSZK).

Године 1808. придружила се тек основаном Мађарском националном музеју и у оквиру ове институције је деловала више од једног века.

Гроф Сечењи је о свом трошку бринуо о сталној набавци књига и основао темеље за штампање и израду каталога основне збирке и рукописних књига.

Са револуцијом 1848. дошао је и Закон о штампи који се тицао обавезног примерка. За то време је библиотеком управљао Габор Матраи који је заслужан за уређивање рукописног одељења по језику и формату.

Барон Јожеф Етвеш је увео организацију јединица по угледу на минхенску библиотеку која је у то доба била најперспективнија у Европи.

У периоду под управом Беле Мајлат и Ласлоа Фејерпатакија делатност се константно развија. Отварају се нова одељења, архиви, фондови и први пут помиње име Јожефа Сињеија који је заслужан за систематизацију периодичних публикација. Он је касније у сарадњи са Карољем Сабоом, Геза Петриком и грофом Шандором Апоњијем утемељио националну библиографију. 1946. године се појавила прва текућа библиографија која је обухватала све публикације које су добијене путем обавезног примерка названа Репеторијум мађарских периодичних публикација.

Укидањем Државног библиотечког центра 1952. библиотека је стекла матичну функцију чиме јој се знатно повећао број обавеза. 

Крајем XX века, отворен је Историјски музеј у коме се и данас може видети намештај и опрема библиотеке годинама уназад.

## Фонд
Као и у свакој националној библиотеци највећу улогу у формирању фонда има обавезни примерак. Напомена о његовом обезбеђивању је донета заједно са оснивачким актом 1804, која је након пола века регулисана и Законом о штампи, док је званичан закон донет 1897. године. На преласку између два века, сматра се да је фонд садржао 350.000 књига, 20.000 примерака периодике, 17.000 свезака рукописа, 400.000 архивских јединица, 3.000 географских карата, 120.000 примерака ситног библиотечког материјала, 1.100 инкунабула, 400 средњовековних кодекса међу којима је било и 11 корвина.

Услед друштвених неповољности које су уследиле, успорио је процес попуњаваања фонда. Године 1929. је изашао нови закон о обавезном примерку, а затим и 1952. којим се нагло развио фонд јер је прописивао по два примерка, од којих је један био музејски примерак стављен ван употребе.

Са почетком XX века све већа пажња се почела обраћати на мађарске ауторе који живе и издају ван матичне земље и књиге које су са мађарског преведене на друге језике. Уз размену и класичну куповину, пратиле су се и аукције не би ли се пронашао што већи број хунгарика.
Фонд се такође проширивао и поклонима, завештањима или откупима приватних библиотека.

Као оснивач и велики залагач, гроф Сечењи је, уз своју приватну, откупио и припојио збирке Иштвана Хорвата, Иштвана Илешхазија и Миклоша Јанковића што је утицало на велико интересовање познатих личности да пруже подршку библиотеци и народу. 

Од угледног племства које је своје збирке даровало библиотеци помиње се Ђул Тудерску и његова супруга Аранка Хорват, затим и гроф Шандор Апоњи и његова удовица Александра Естерхази која је тестаментом поклонила комплетно опремњену палату са просторијом у којој су се књиге налазиле, и имањем. Гроф Апоњи је страствено сакупљао хунгарике и ручно израдио каталог који и дан данс даје највише информација о хунгарикама штампаним у иностранству.

Занимљивост и од велике важности је да су 1932. враћена 33 средњовековна кодекса која су пронађена у бечком двору. Међу њима се налази Геста Хунгарорум (анонимног аутора), Илустрована хроника и још 16 корвина.

С обзиром да је фонд убрзо прерастао капацитете зграде Националног музеја библиотека је премештена у једну од зграда бивше краљевске палате и коначно се тамо сместила 1985. године. Адаптирана, због тадашње величине фонда, није се налазила у истим просторијама као некадашња библиотека краља Матијаса.

Основни фонд чине углавном хунгарике објављене до 1601. и он има и универзалан карактер, али без изношења грађе ван библиотеке. Зато су за кориснике опремљене читаонице са преко 800 места које имају свој пар међу збиркама. Део фонда је доступан сваком лицу мађарског порекла или страног који је пунолетан.
Поред мађарског језика, улаже се и велики напор да би се сакупиле и књиге на бугарском, румунском, српском, русинском и словачком. Као производ тог интересовања за друге нација, међу збиркама се могу наћи и публикације о масонској организацији у XVIII веку, збирке литературе француског просветитељства, енглеског романтизма, немачког класицизма...

Што се тиче главног одељења посебних збирки у њега спада низ истих.

## Збирке

### Одељење периодике
Фонд периодике данас поседује скоро 400.000 годишта новина и часописа, између осталог и оних најпознатијих, како на мађарском тако и на другим језицима.

### Одељење старих публикација
У одељењу старих публикација је материјал сврстан у 4 збирке подељених на:
- 1.700 инкунабула смештених у Сеченијеву салу
- 8.600 књига из Старе мађарске библиотеке – књиге настале пре 1711. године
- књиге из збирке грофа Апоњија
- 13.000 књига насталих у XVI веку међу којима су неке писане на старословенском језику.

### Рукописно одељење
У време Сењенијеве библиотеке рукописно одељење је садржало 1.200 свезака, док се сада ближи милионитом броју јединица. Ту спадају рукописни документи (писани руком, писаћом машином или снимљени на магнетоној траци) појединаца који могу да послуже у научно-истраживачке сврхе, али не спадају у архивску грађу. Од најстаријих мађарских рукописним докумената истичу се: Посмртни говор сачуван у Кодексу и Легенда о Светом Фрањои Асишком која је део Јоакијевог кодекса. Занимљиво је да су у овој збирци налазе и рукописне нотне свеске настале пре XVI века.

### Одељење музикалија
Одељење музикалија је опремљено најразличитијим музичким инструментима поред којих се налазе и штампане, руком писане, умножене брошуре, програмске свеске и звучни записи, затим и стотинак Хајднових руком писаних нота настали током његовог боравка на двору Естерхази, а могу се наћи и аутографи Франца Листа.

### Одељење географских карата
Одељење географских карата је 1939. садржало 150.000 штампаних и 35.000 рукописних карата, 84 рељефне земљописне карте, 58 глобуса, и уз све то 1.800 свезака ради образложења. Данас се тамо чува прва карта Мађарске која има велику документалну вредност јер је означен велики број топонима. Што се тиче глобуса вреди поменути бакрорезни глобус из 1632. и руком рађени из 1862. Ласла Перцела. Од атласа је познато лионско, односно франкфуртско издање Географије Клаудија Птоломеја.

### Позоришно одељење
Позоришно одељење чини збирка од 30.000 текстова позоришних комада, који су сакупљени после Другог светског рата из различитих позоришта широм Европе. Уз поменут број позоришних текстова, чува се и 380.000 примерака ситног библиотечког материјала, који се углавном састоји из каст-листа и програмских свезака, али и неколико хиљада фотографија, костимографских и сценографских пројеката. Подзбирке чине неколико позоришних архива са пратећом документацијом.

### Збирка плаката и неконвенционалног библиотечког материјала
Збирка плаката и неконвенционалног библиотечког материјала се од 1935. чува у посебном одељењу. Од 1711. сакупљани су проспекти, леци, разгледнице, плакати, посмртнице, каталози, ex librisi, и слично, међу којима су највреднији антифашистички леци штампани између два светска рата.

### Историјска збирка
Историјска збирка чува самиздат публикације настале осамдесетих година XX века, тј. које су некадашње комисије, партија и влада цензурисале, и које информишу о емиграцијама након 1945. године. Да би им се приступило треба имати одређене дозволе. Основао ју је Ђула Јухас, тадашњи генерални директор националне библиотеке. Видеотека историјских збивања, налази се у оквиру поменутог одељења, је настала као резултат друштвено-историјских потреба и технолошких могућности и у њој се данас налази преко 500 разговора са занимљивим и познатим личностима.

### Спомен-библиотека
Спомен-библиотека под називом Антал Регули је самостан у месту Зирц који је основао краљ Бела III у XII веку. У њој се чува 60.000 публикација које штити држава.

### Одељење заштите
Микрофилм, повезивање, конзервирање, рестаурација су то видови заштите публикација. Од 1952. постоји засебно одељење за микрофилмирање старих и ретких рукописа као што су кодекси, инкубуле, старе књиге, рукописи, карте, новине и часописи, музичка документација, а у боји се обавља од 1976. Што је јако значајно за позоришну збирку, конкретно заштиту и обносу плаката. Државна библиотека Сечењи, поред сопственог и самостанског у Зирцу, рестаурира и штити фондове других црквених библиотека.

## Развој и сарадња
Њен стручни кадар је заинтересован за континуирану едукацију и учествује у одржавању међународних конференција. Национална библиотека је члан разних међународних организација као што су IFLA, LIBER i FID. Стално је у потрази за подацима о хунгарикама.

Библиотечки институт је основан 1997. са циљем да пружа стручну помоћ јавним библиотекама Мађарске, као и накнадно образовање радницима, али и кореспонденцију са сличним институцијама других земаља. 

За потребе главног одељења набавке и обраде Државна библиотека Сечењи је започела рад на увођењу аутоматске обраде података седамдесетих година XX века, што је захтевало увођење и рачунарске подршке који се решавао у току следеће деценије. Створена је рачунарска мрежа којој је додат интегрисани библиотечки систем DOBIS/LIBIS. Преласком на рачунарску обраду података, библиографски описи књига се налазе у бази података од 1976. године.

Фонд је корисницима доступан путем разних каталога, у којима је грађа сређена по класичном абецедном редоследу за публикације до 1992. године, док су књиге штампане након тога доступне у онлајн каталогу који је у склопу библиотечко-рачунарског система под називом НЕКТАР (Nemzeti Könyvtár Átfogó Információs Rendszer).
Дигитална збирка је формирана последњих година и у њој се сакупљају и чувају записи на савременим медијима. Постоји и база података са сталним информацијама о осталим библиотекама Мађарске у којима се налазе инострани часописи на страним језицима.